# Матеріальна культура

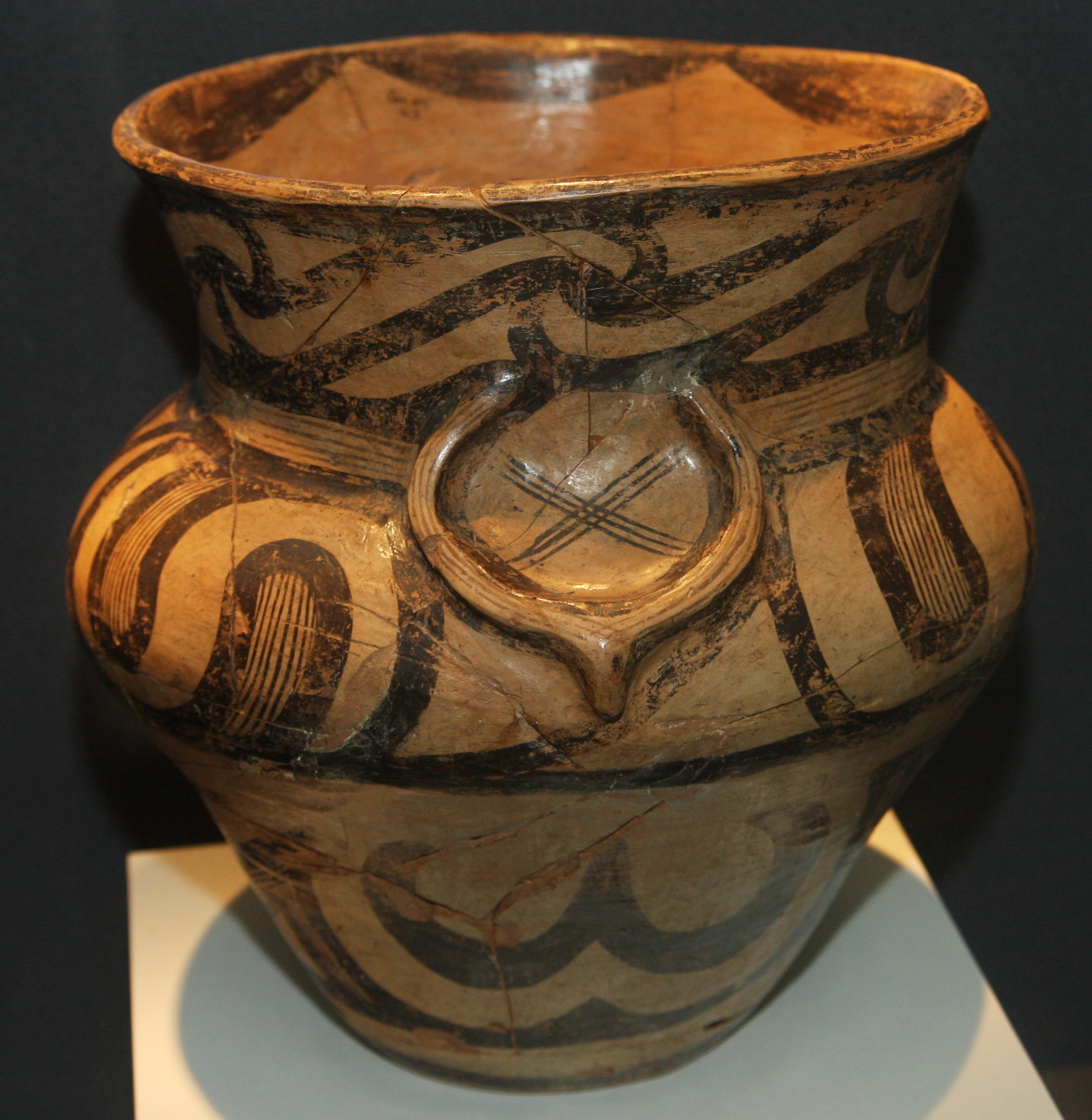
Трипільська кераміка. Приклад матеріальної культури.

Матеріальна культура (англ. Material culture) — сукупність усіх матеріальних цінностей, створених певною культурою, її матеріалізована складова. Оскільки для різних суспільств характерні різні культури, то відповідно, для рівня узагальнення розглядають матеріальну культуру людства, окремого народу і тому подібне.

## Загальна характеристика
Під матеріальною культурою розуміють сукупність предметів, пристроїв, споруд, тобто штучно створений людиною предметний світ. Іноді його називають "Другою природою". 
Виділяють:
- продуктивно-предметну складову матеріальної культури власне артефакти - штучно створені людиною і використовувані нею природні об'єкти;
- технологічну складову матеріальної культури - процеси, засоби і способи створення і використання предметного світу.

Крім того, виділяють технічну культуру творців і споживачів предметного світу — це суб'єктивна сторона матеріальної культури. 
Матеріальна культура розглядається на різних рівнях: від одиничних предметів, процесів і людей до глобальних цивілізацій.

## Матеріальна культура народу
Опис матеріальної культури народу мусить відображати її особливості у таких аспектах:
1) у діахронії від найдавніших часів до сьогодення;
2) у різних етнографічних районах і локальних групах українського населення;
3) у різних галузях матеріальної культури;
4) у різних соціальних верствах населення;
5) у взаємозв'язках з культурою інших народів тощо.

## Матеріальна культура у гуманітарних науках
Термін "матеріальна культура" вживається як поняття в ряді гуманітарних наук: археології, антропології, етнології і т.п. - це сукупність усіх матеріальних цінностей створених певною культурою (археологічною тощо), її уречевлена складова. 

## Матеріальна культура в музиці
Матеріальна культура в музиці - це сукупність матеріальних предметів, пов'язаних з виконанням музики{: музичні інструменти, ноти тощо.